# Schülermentor
Schülermentoren sind Schüler, die als Mentoren für andere Schüler ausgebildet wurden. Der Begriff bezeichnet keine einheitliche Qualifikation oder Aufgabe.

## Situation in Deutschland

### Mentoring Programm für Schüler in Baden-Württemberg
Schon seit dem Schuljahr 1994/1995 gibt es ein standardisiertes Mentoring Programm für Schüler in Baden-Württemberg.
Bislang (2002/2003) wurden in Baden-Württemberg insgesamt über 9000 Schülermentoren in den Bereichen Sport, Musik, Kunst, Kirchliche Jugendarbeit, Natur- und Umweltschutz, Verkehrserziehung und im technischen und sozialen Bereich ausgebildet.
Der technische und soziale Bereich wird in Zusammenarbeit von Jugendverbänden, Deutschen Jugendrotkreuz, ARGE, DLRG-Jugend, Malteser-Jugend, Johanniter-Jugend, Jugendfeuerwehr und THW-Jugend mit dem Jugendreferat des Kultusministeriums angeboten.

### Unabhängige Mentoring Programme für Schüler einzelner Schulen
Einige Schulen haben unabhängige Mentoring Programme für Schüler selbst entwickelt.
Die Mentoren sind dabei oft Oberstufenschüler, aber die Altersgruppe der Mentoren variiert, es werden beispielsweise auch Schüler der 8. Klasse schon als Mentoren für Grundschulkinder eingesetzt.